# Люсі Гордон
Люсі Імоджен Гордон (англ. Lucy Imogen Gordon; 22 травня 1980, Оксфорд, Оксфордшир — 20 травня 2009, Париж) — британська акторка та модель.

## Життєпис
Народилася 22 травня 1980 року у місті Оксфорд в родині Річарда і Сьюзен Гордон, у неї також була молодша сестра Кейт. Навчалася в Оксфордській середній школі.
1995 року розпочала кар'єру моделі, підписавши контракт з «Select modelling agency» у Лондоні і пізніше з'явившись на обкладинках «Glamour» та «Elle». До переїзду в Париж кілька років жила і працювала у Нью-Йорку.
Акторський дебют Гордон відбувся 2001 року в американському фільмі «Парфуми». Наступного року з'явилася у кінодрамі «Чотири пера» з Гітом Леджером, а 2005 року знялася у комедії «Красуні» Седріка Клапіша. 2007 року зіграла репортерку Дженніфер Дуган у фільмі «Людина-павук 3».
Її останньою роботою в кіно стала роль акторки і співачки Джейн Біркін в біографічному фільмі «Генсбур. Герой і хуліган». Кінокартина була представлена на Каннському кінофестивалі 2009 року і випущена в прокат на початку 2010 року. Пізніше режисер Жоанн Сфар та продюсери Марк дю Понтавік і Дідьє Люпфер зазначали, що «фільм багато чим завдячує щедрості, м'якості та великому таланту Люсі Гордон».
20 травня 2009 року, за два дні до свого 29-го дня народження, Люсі Гордон покінчила життя самогубством через повішення, — тіло акторки було знайдено рано вранці в її паризькій квартирі її бойфрендом Жеромом Альмерсом. Вона залишила дві передсмертні записки, в одній з яких були її останні побажання стосовно її майна, а в другій — лист для батьків. Похована на Бромптонському цвинтарі у Лондоні.

## Фільмографія
| Рік  |   | Українська назва                       | Оригінальна назва                 | Роль             |
| ---- | - | -------------------------------------- | --------------------------------- | ---------------- |
| 2001 | ф | Парфуми                                | Perfume                           | Сара             |
| 2001 | ф | Інтуїція                               | Serendipity                       | Керолайн Мітчелл |
| 2002 | ф | Чотири пера                            | The Four Feathers                 | Ізабель          |
| 2005 | ф | Красуні                                | Les poupées russes                | Селія Шелтон     |
| 2005 | с | Стелла                                 | Stella                            | Чайна            |
| 2007 | ф | Людина-павук 3                         | Spider-Man 3                      | Дженніфер Дуган  |
| 2007 | ф | Серіал                                 | Serial                            | Сейді Греді      |
| 2009 | ф | Останній міжнародний плейбой           | The Last International Playboy    | Кейт Гардвік     |
| 2009 | ф | Коротке інтерв'ю з огидними чоловіками | Brief Interviews with Hideous Men | автостопщиця     |
| 2009 | ф | Кіноман                                | Cineman                           | Вів'єн Кук       |
| 2010 | ф | Генсбур. Герой і хуліган               | Gainsbourg, vie héroïque          | Джейн Біркін     |